# 高澤 (洪武進士)
高澤（？—？），福建福州府闽县人，明朝政治人物。
洪武二十六年，福建癸酉乡试中舉。洪武二十七年（1394年）甲戌科進士，授主事。